# Почётные звания Украинской ССР
Почётные звания Украинской ССР, наряду с Почётной грамотой и Грамотой Президиума Верховного Совета УССР, являлись государственными наградами Украинской ССР.
Устанавливались, отменялись и присваивались указами Президиума Верховного Совета Украинской ССР.
Присваивались за особые заслуги в хозяйственном и социально-культурном строительстве, укреплении оборонной мощи страны, коммунистическом воспитании трудящихся, за высокое профессиональное мастерство и активное участие в общественной жизни.

## Список почётных званий
1. Заслуженный артист Украинской ССР (с 13 января 1934 г.)
2. Заслуженный деятель искусств Украинской ССР (с 13 января 1934 г.)
3. Заслуженный деятель науки Украинской ССР (13 января 1934 г. — 15 ноября 1988 г.)
4. Народный артист Украинской ССР (с 13 января 1934 г.)
5. Народный художник Украинской ССР (с 13 января 1934 г.)
6. Заслуженный врач Украинской ССР (с 4 мая 1940 г.)
7. Заслуженный зоотехник Украинской ССР (19 мая 1949 г. — 15 ноября 1988 г.)
8. Заслуженный агроном Украинской ССР (9 декабря 1953 г. — 15 ноября 1988 г.)
9. Заслуженный металлург Украинской ССР (с 6 февраля 1958 г.)
10. Заслуженный шахтёр Украинской ССР (с 6 февраля 1958 г.)
11. Заслуженный строитель Украинской ССР (с 4 августа 1958 г.)
12. Заслуженный мастер народного творчества Украинской ССР (с 3 декабря 1958 г.)
13. Заслуженный лесовод Украинской ССР (4 декабря 1958 г. — 15 ноября 1988 г.)
14. Заслуженный изобретатель Украинской ССР (с 17 мая 1960 г.)
15. Заслуженный рационализатор Украинской ССР (с 17 мая 1960 г.)
16. Заслуженный энергетик Украинской ССР (с 16 декабря 1960 г.)
17. Заслуженный работник культуры Украинской ССР (с 15 октября 1965 г.)
18. Заслуженный юрист Украинской ССР (с 18 января 1966 г.)
19. Заслуженный работник торговли Украинской ССР (21 июля 1966 г. — 15 ноября 1988 г.)
20. Заслуженный мелиоратор Украинской ССР (25 августа 1966 г. — 15 ноября 1988 г.)
21. Заслуженный архитектор Украинской ССР (с 10 октября 1969 г.)
22. Заслуженный геолог Украинской ССР (10 октября 1969 г. — 15 ноября 1988 г.)
23. Заслуженный машиностроитель Украинской ССР (с 10 октября 1969 г.)
24. Заслуженный работник высшей школы Украинской ССР (10 октября 1969 г. — 15 ноября 1988 г.)
25. Заслуженный работник промышленности Украинской ССР (с 10 октября 1969 г.)
26. Заслуженный работник профессионально-технического образования Украинской ССР (10 октября 1969 г. — 15 ноября 1988 г.)
27. Заслуженный работник сельского хозяйства Украинской ССР (с 10 октября 1969 г.)
28. Заслуженный работник службы быта Украинской ССР (10 октября 1969 г. — 15 ноября 1988 г.)
29. Заслуженный работник транспорта Украинской ССР (с 10 октября 1969 г.)
30. Заслуженный связист Украинской ССР (10 октября 1969 г. — 15 ноября 1988 г.)
31. Заслуженный учитель Украинской ССР (с 10 октября 1969 г.)
32. Заслуженный художник Украинской ССР (с 21 марта 1972 г.)
33. Заслуженный экономист Украинской ССР (с 20 сентября 1972 г.)
34. Заслуженный работник здравоохранения Украинской ССР (с 3 ноября 1975 г.)
35. Заслуженный инженер сельского хозяйства Украинской ССР (17 октября 1977 г. — 15 ноября 1988 г.)
36. Заслуженный механизатор сельского хозяйства Украинской ССР (17 октября 1977 г. — 15 ноября 1988 г.)
37. Заслуженный работник жилищно-коммунального хозяйства Украинской ССР (16 октября 1978 г. — 15 ноября 1988 г.)
38. Заслуженный рыбовод Украинской ССР (16 октября 1978 г. — 15 ноября 1988 г.)
39. Заслуженный наставник молодёжи Украинской ССР (14 февраля 1980 г. — 15 ноября 1988 г.)
40. Народный архитектор Украинской ССР (с 23 января 1981 г.)
41. Заслуженный работник социального обеспечения Украинской ССР (1 октября 1981 г. — 15 ноября 1988 г.)
42. Заслуженный химик Украинской ССР (1 октября 1981 г. — 15 ноября 1988 г.)
43. Заслуженный работник физической культуры Украинской ССР (2 декабря 1981 г. — 15 ноября 1988 г.)
44. Заслуженный журналист Украинской ССР (с 9 февраля 1982 г.)
45. Заслуженный конструктор Украинской ССР (21 июня 1985 г. — 15 ноября 1988 г.)
46. Заслуженный технолог Украинской ССР (21 июня 1985 г. — 15 ноября 1988 г.)
47. Заслуженный деятель науки и техники Украинской ССР (13 января 1934 г. — 10 октября 1969 г.)
48. Заслуженный работник народного образования Украинской ССР (с 15 ноября 1988 г.)
49. Заслуженный работник сферы услуг Украинской ССР (с 15 ноября 1988 г.)
50. Заслуженный работник физической культуры и спорта Украинской ССР (с 15 ноября 1988 г.)